# رواية عربية

## السير العربية
- سيرة أبي زيد الهلالي
- سيرة سيف بن ذي يزن
- سيرة عنترة بن شداد
- سيرة الملك الظاهر بيبرس
- سيرة أدهم الشرقاوي
- سير العيارين والشطار
- ألف ليلة وليلة

## المقامات العربية
- مقامات بديع الزمان الهمذاني
- مقامات الحريري

## قائمة الروائيين العرب
- إبراهيم الكوني
- محمود تيمور
- أحمد تيمور
- عبد الله بن محمد الطائي
- إبراهيم عبد القادر المازني
- عباس محمود العقاد
- مصطفى لطفي المنفلوطي
- مصطفى صادق الرافعي
- توفيق الحكيم
- نجيب محفوظ
- جمال الغيطاني
- عبد الرحمن منيف
- ماجد سليمان
- جبرا إبراهيم جبرا
- غسان كنفاني
- غادة السمان
- أحلام مستغانمي
- محمد شكري
- الطاهر بن جلون
- حنا مينا
- السيد نجم
- عبده خال
- عماد يوسف
- زياد قاسم
- سحر خليفة
- إسماعيل فهد إسماعيل
- إحسان عبد القدوس
- محمد المر
- فيروز التميمي
- محمد مهيب جبر